# ЭМАльянс
ЭМАльянс (Акционерное общество «ЭнергоМашиностроительный Альянс») — российская машиностроительная компания. Производит и монтирует котельное оборудование тепловых электростанций. Штаб-квартира компании располагается в Москве.

## История
В 2004 году Евгений Туголуков (бывший менеджер группы МДМ) приобрёл завод «ЗиО-Подольск». Завод в 2005 году стал основой для создания среднего размера машиностроительного холдинга.
Холдинг под контролем Евгения Туголукова просуществовал до 2006 года, когда в составе «ЭМАльянса» был выделен субхолдинг «ЭМАльянс-Атом», в который вошли «ЗиО-Подольск» и инжиниринговая компания ЗИОМАР. Контрольный пакет (50 % плюс 1 акция) выкупила вновь созданная госкомпания «Атомэнергомаш». В 2006 году в составе «ЭМАльянс-Атома» появился ещё один частный акционер — 25 % минус одна акция выкупила «Ренова».
100 % акций «ЭМАльянса» до февраля 2012 года принадлежало компании Auburn Investments Ltd., основным бенефициаром которой выступал Евгений Туголуков. В феврале 2012 года 100 % акций «ЭМАльянса» приобрела компания «Силовые машины».

### Собственники и руководство
100% акций «ЭМАльянса» принадлежит ОАО «Силовые машины».
Председатель совета директоров — Игорь Костин, генеральный директор — Александр Андрианов.

## Деятельность
Предприятия «ЭМАльянса» специализируются на производстве энергетического оборудования для тепловых и атомных электростанций, предприятий газового и нефтехимического сектора. 
В состав компании входят следующие предприятия:
- Московский филиал ОАО «ЭМАльянс».
- ОАО ТКЗ «Красный Котельщик».
- Подольский филиал ОАО «ЭМАльянс».
- ОАО "Инжиниринговый центр «ЭМАльянс — БСКБ КУ» (Барнаул).
- ЭМАльянс-ТЭП (Иваново).
- TETRA Energie Technologie Transfer GmbH (Берлин, Германия).
- РО ЦКТИ (Ростов-на-Дону)

Компания совместно с холдингом «Ренова» контролирует 50 % минус одну акцию компании РЭМКО, экс-«ЭМАльянс-Атом».

### Показатели деятельности
Консолидированная выручка компании в 2006 году была 8,042 млрд рублей, чистая прибыль — 27 млн рублей. Общая численность персонала компании — около 6 тыс. человек.
Выручка в 2007 году — $140 млн, чистая прибыль — $5,2 млн